# TJ Jäkl Karviná
TJ Jäkl Karviná byl český fotbalový klub z Karviné. V sezóně 2000/01 sestoupil místní úspěšný klub FC Karviná do MSFL, v následující sezóně do divize a po sezóně 2002/03 zanikl. Jediným životaschopným klubem v Karviné tak zůstal TJ Jäkl Karviná, který navazoval na tradici SK Fryštát z počátku 20. století. TJ Jäkl Karviná vzal pod svá křídla veškeré mládežnické složky zkrachovalého FC Karviná a odkoupil práva k soutěžím mládeže od majitele Zemka, který tato a další práva FC Karviná vlastnil. Klub vystoupil z Tělovýchovné jednoty Jäkl, osamostatnil se a začal vystupovat pod hlavičkou MFK Karviná.

## Historické názvy
- 1920 – SK Fryštát (Sportovní klub Fryštát)
- 1963 – TJ NHKG Karviná (Tělovýchovná jednota Nová huť Klementa Gottwalda Karviná) – sloučení s Tatranem Ráj Karviná
- 1990 – TJ NH Karviná (Tělovýchovná jednota Nová huť Karviná)
- 1993 – TJ Jäkl Karviná (Tělovýchovná jednota Jäkl Karviná)

## Umístění v jednotlivých sezonách
Legenda: Z - zápasy, V - výhry, R - remízy, P - porážky, VG - vstřelené góly, OG - obdržené góly, +/- - rozdíl skóre, B - body, červené podbarvení - sestup, zelené podbarvení - postup, fialové podbarvení - reorganizace, změna skupiny či soutěže
| Československo (1985 – 1993) |                                           |        |     |     |     |     |     |     |     |     |        |
| Sezóny                       | Liga                                      | Úroveň | Z   | V   | R   | P   | VG  | OG  | +/- | B   | Pozice |
| 1985/86                      | Severomoravský krajský přebor – sk. A     | 5      | 26  | 17  | 4   | 5   | 58  | 28  | +30 | 39  | 2.     |
| 1986/87                      | Severomoravský krajský přebor             | 5      | 30  | 11  | 5   | 14  | 47  | 45  | +2  | 27  | 9.     |
| 1987/88                      | Severomoravský krajský přebor             | 5      | 30  | 7   | 10  | 13  | 36  | 46  | -10 | 24  | 15.    |
| 1988/89                      | I. A třída Severomoravského kraje – sk. A | 6      | ... | ... | ... | ... | ... | ... | ... | ... |        |
| 1989/90                      | I. A třída Severomoravského kraje – sk. A | 6      | 26  | 10  | 1   | 15  | 41  | 47  | -6  | 21  | 14.    |
| 1990/91                      | I. B třída Severomoravského kraje – sk. ? | 7      | ... | ... | ... | ... | ... | ... | ... | ... |        |
| 1991/92                      | I. A třída Slezské župy – sk. A           | 6      | 26  | 13  | 6   | 7   | 57  | 33  | +24 | 32  | 3.     |
| 1992/93                      | I. A třída Slezské župy – sk. A           | 6      | 26  | 14  | 8   | 4   | 55  | 26  | +29 | 36  | 1.     |
| Česko (1993 – 2003)          |                                           |        |     |     |     |     |     |     |     |     |        |
| Sezóna                       | Liga                                      | Úroveň | Z   | V   | R   | P   | VG  | OG  | +/- | B   | Pozice |
| 1993/94                      | Slezský župní přebor                      | 5      | 30  | 10  | 11  | 9   | 42  | 42  | 0   | 31  | 6.     |
| 1994/95                      | Slezský župní přebor                      | 5      | 30  | 10  | 4   | 16  | 31  | 44  | -13 | 34  | 9.     |
| 1995/96                      | Slezský župní přebor                      | 5      | 30  | 10  | 4   | 16  | 37  | 53  | -16 | 34  | 9.     |
| 1996/97                      | Slezský župní přebor                      | 5      | 30  | 8   | 7   | 15  | 38  | 56  | -18 | 31  | 13.    |
| 1997/98                      | Slezský župní přebor                      | 5      | 30  | 10  | 4   | 16  | 36  | 55  | -19 | 34  | 11.    |
| 1998/99                      | Slezský župní přebor                      | 5      | 30  | 8   | 6   | 16  | 31  | 47  | -16 | 30  | 15.    |
| 1999/00                      | I. A třída Slezské župy – sk. A           | 6      | 26  | 13  | 7   | 6   | 50  | 24  | +26 | 46  | 4.     |
| 2000/01                      | I. A třída Slezské župy – sk. A           | 6      | 26  | 13  | 1   | 12  | 43  | 37  | +6  | 40  | 6.     |
| 2001/02                      | I. A třída Slezské župy – sk. B           | 6      | 26  | 18  | 4   | 4   | 63  | 23  | +40 | 58  | 1.     |
| 2002/03                      | Přebor Moravskoslezského kraje            | 5      | 30  | 18  | 7   | 5   | 61  | 24  | +37 | 61  | 2.     |